# Cryptops corcyraeus
Cryptops corcyraeus är en mångfotingart som beskrevs av Karl Wilhelm Verhoeff 1901. Cryptops corcyraeus ingår i släktet Cryptops och familjen Cryptopidae.
Artens utbredningsområde är Grekland. Inga underarter finns listade i Catalogue of Life.